# 498 Токио
498 Токио (лат. 498 Tokio) је астероид главног астероидног појаса. Приближан пречник астероида је 81,83 km, а средња удаљеност астероида од Сунца износи 2,650 астрономских јединица (АЈ).
Инклинација (нагиб) орбите у односу на раван еклиптике је 9,502 степени, а орбитални период износи 1575,958 дана (4,314 године). Ексцентрицитет орбите астероида износи 0,226.
Апсолутна магнитуда астероида износи 8,95 а геометријски албедо 0,069.
Астероид је откривен 2. децембра 1902. године.